# 福建胡颓子
福建胡颓子（学名：Elaeagnus oldhami）为胡颓子科胡颓子属下的一个种。

## 扩展阅读
- 維基物種上的相關：福建胡颓子